# Bašibozuk
Bašibozuki (osmansko turško باشی بوزوق‎, başıbozuk, dobesedno poškodovana ali nora glava, približno tudi neurejena banda ali banda brez vodstva) so bili neregularni vojaki Osmanskega cesarstva, zbrani v vojnem času. Vojska je za bašibozuke rekrutirala večinoma Albance in Čerkeze, sicer pa iz vseh etničnih skupin Osmanskega cesarstva in celo sužnjev iz vzhodne Evrope in Afrike. Bašibozuki so sloveli kot hrabri borci in zaradi pomanjkljive regulative razvpiti roparji in morilci civilnega prebivalstva.

## Izvor in zgodovina
V osmanskih vojskah so bili ob rednih vojakih vedno tudi najemniki. Osmanski fevdalni sistem, ki ga je povzročil predvsem ogromen obseg ozemlja, je zahteval vedno večje zanašašanje na neregularne vojaške enote. Bašibozuke je najemala, oboroževala in vzdržavala osmanska vlada, vendar niso prejemali plač in niso nosili uniform ali posebnih oznak. Za boj jih je motiviralo predvsem pričakovanje obilnega plena. Večina bašibozukov se je borila peš, nekatere enote, imenovane akindžije, pa na konjih. Zaradi nediscipline niti eni niti drugi niso bili sposobni izvajati večjih vojaških operacij, bili pa so uporabni za druge naloge, na primer kot izvidniki in predhodnica. Zaradi njihove nezanesljivosti so jih morale redne osmanske vojaške enote tu in tam tudi nasilno razorožiti.
Osmansko armado so sestavljale naslednje enote:
- sultanove dvorne enote, imenovane kapikulu, ki so bile plačane; najbloj znani med njimi so bili janičarji
- provincialni vojaki, ki so imeli svoje fevde (turško timarli); najpomembnejši so bili timarski spahije (dobesedno fevdalni konjeniki) in njihovi plačanci (turško cebelu, dobesedno oboroženi možje), pa tudi drugi
- podložniki, vojaki iz protektoratov in zavezniških držav, mad katerimi je bil najpomembnejši Krimski kanat
- bašubozuki, ki praviloma niso dobivali plač in so živeli od plena

Poskus Husrev-paše, da razpusti svoje albanske bašibozuke v korist svojih rednih vojaških enot, je sprožil nemire, ki so privedli do ustanovitve Egiptovskega kedivata Mohaeda Alija. Raba bašibozukov je bila konec 19. stoletja opuščena, vendar so se njihove samoorganizirane čete pojavljale tudi kasneje. 
Naziv bašibozuk se je uporabljal tudi za konjenike, ki so v mirnem času v več provincah Osmanskega cesarstva opravljali naloge žandarmerije.

## Sloves in grozodejstva
Bašibozuki so bili znani po nasilju, brutalnosti in nedisciplini. Njihov naziv je v mnogo jezikih postal sopomenka za nediscipliniranega razbojnika. V stripovski seriji Tintinove dogodivšine na primer, kapetan Haddock besedo bašibozuki pogosto uporablja kot žaljivko.
Poboj v Bataku lea 1876 je izvedlo več tisoč bašibozukov, poslanih za zadušitev lokalnega upora. Bašibozuki so zagrešili tudi pokol v Fokeji leta 1914. Med Ilindensko vstajo v Osmanski Makedoniji leta 1903 so te čete požgale 119 vasi in uničile 8400 hiš, več kot 50.000 makedonskih beguncev pa je pobegnilo v gore.
Bolgarski mučenci je slika Konstantina Makovskega iz leta 1877, ki prikazuje posilstvo dveh Bolgark med aprilsko vstajo.
- Bašibozuki v krvavem pokolu v Bataku
- Grozodejstva bašibozukov v Osmanski Bolgariji
- Konstantin Makovski (1877): Bolgarski mučenci
- Skupina bašibozukov na osmanski razglednici
- Jean-Léon Gérôme: Afriški bašibozuk